# Rodrigo de la Fuente
Rodrigo de la Fuente Morgado (* 26. November 1976 in Madrid) ist ein ehemaliger spanischer Basketballspieler.

## Werdegang
De la Fuente erlernte das Basketballspiel am Colegio San Agustín, später spielte er als Jugendlicher beim CB Estudiantes. In der Saison 1993/94 gab er seinen Einstand in der Herrenmannschaft des Baloncesto Fuenlabrada in der zweiten spanischen Liga.
Von 1994 bis 1998 spielte und studierte er in den Vereinigten Staaten, zunächst am San Jacinto College (1994 bis 1996), dann an der Washington State University. Im Januar 1998 kehrte de la Fuente in sein Heimatland zurück und schloss sich dem FC Barcelona an. Er spielte bis 2007 in Barcelona, wurde mit der Mannschaft unter anderem Euroleague-Sieger, Korać-Cup-Sieger und spanischer Meister. Die spanische Fachzeitschrift Gigantes del Basket zeichnete ihn als besten Neuling der Liga ACB der Saison 1997/98 und als besten Verteidiger der Saison 2003/04 aus.
Nach seiner Zeit in Barcelona ging er wieder ins Ausland, spielte in Italien für Benetton Treviso (bis Januar 2008), Lottomatica Rom (ab Januar 2008) und Teramo Basket (ab Dezember 2010). Im Juni 2013 gab er das Ende seiner Spielerlaufbahn bekannt.
Im Oktober 2015 wurde de la Fuente beim FC Barcelona technischer Sekretär, von Juli 2016 bis Juni 2017 war er beim selben Verein als Sportlicher Leiter tätig.

### Nationalmannschaft
De la Fuente bestritt 80 Länderspiele für Spanien. Er nahm an den Olympischen Sommerspielen 2000 und 2004, der Weltmeisterschaft 1998 sowie den Europameisterschaften 1999 und 2003 teil. 1999 und 2003 gewann er EM-Silber.

## Erfolge
- Spanischer Meister 1999, 2001, 2003, 2004
- Korać-Cup-Sieger 1999
- Zweiter der Europameisterschaft 1999, 2003
- Spanischer Pokalsieger 2001, 2003, 2007
- Euroleague 2003
- Spanischer Supercup-Sieger 2004